# Paroecanthus guatemalae
Paroecanthus guatemalae är en insektsart som beskrevs av Henri Saussure 1874. Paroecanthus guatemalae ingår i släktet Paroecanthus och familjen syrsor. Inga underarter finns listade i Catalogue of Life.